# Na Boquinha da Garrafa
Na Boquinha da Garrafa é um álbum da banda brasileira Companhia do Pagode, lançado em 1995. O álbum obteve grande sucesso comercial, principalmente com a faixa título, "Na Boquinha da Garrafa", que teve grande veiculação na mídia durante o auge dos grupos de pagode baiano, na segunda metade da década de 1990. O álbum recebeu um disco de ouro pela ABPD, com mais de 100 mil cópias vendidas.

## Faixas
| N.º            | Título                   | Duração |  |
| 1.             | "Na Boquinha da Garrafa" | 3:14    |  |
| 2.             | "Minha Pretinha"         | 2:58    |  |
| 3.             | "Mariana"                | 3:20    |  |
| 4.             | "A Dança do Robô"        | 2:59    |  |
| 5.             | "O Nome da Nega"         | 3:15    |  |
| 6.             | "Cara de Babaca"         | 3:18    |  |
| 7.             | "Pingos de Lágrima"      | 2:59    |  |
| 8.             | "Meu Professor É Boiola" | 3:33    |  |
| 9.             | "Amor Misterioso"        | 3:51    |  |
| 10.            | "Piolho Chato"           | 3:23    |  |
| 11.            | "Embalo Danado"          | 3:23    |  |
| 12.            | "O Travesti"             | 3:25    |  |
| 13.            | "Momento Afrodisíaco"    | 3:36    |  |
| Duração total: | Duração total:           | 43:14   |  |